# Thomas Trautmann
Thomas R. Trautmann é um historiador norte-americano. Tem Ph.D. pela Universidade de Londres. O foco de seus estudos é a Índia Antiga, além de outros assuntos.

## Obras
- Kautilya and the Arthasastra (1971)
- Dravidian Kinship (1981)
- Lewis Henry Morgan and the Invention of Kinship (1987)
- The Library of Lewis Henry Morgan and Mary Elizabeth Morgan (1994) (com Karl Sanford Kabelac)
- Aryans and British India (1997)[1]
- The Aryan Debate in India (2005) New Delhi, Oxford University Press ISBN 0-19-566908-8